# 95 (tal)
95 (femoghalvfems, på checks også nitifem) er det naturlige tal som kommer efter 94 og efterfølges af 96.

## Inden for videnskab
- 95 Arethusa, asteroide
- M95, spiralgalakse i Løven, Messiers katalog

## Eksterne links
- Wikimedia Commons har flere filer relateret til 95 (tal)